# Michaela Watkins

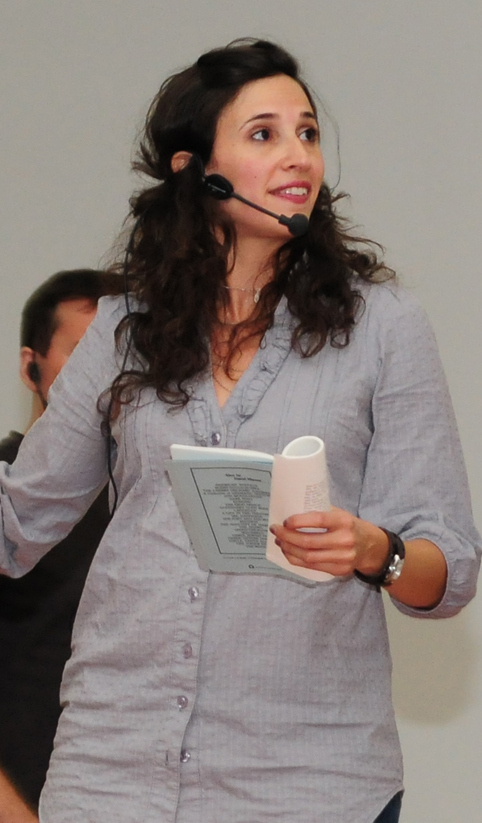
Michaela Watkins (2010)

Michaela Suzanne Watkins (* 14. Dezember 1971 in Syracuse, New York) ist eine US-amerikanische Schauspielerin und Comedian.

## Leben
Michaela Watkins wurde 1971 in Syracuse, New York geboren. Ihr Vater ist Professor an der Syracuse University und ihre Mutter unterrichtet in Boston Latein. Sie besuchte die Wellesley High School in Wellesley, Massachusetts. Anschließend besuchte sie die Boston University, die sie später mit einem BFA verließ. Watkins ist jüdischer Herkunft. Michaela Watkins ist mit Fred Kramer seit Juli 2013 verheiratet.

## Karriere
Zu Beginn ihrer Karriere spielte Watkins von 1996 bis 2000 in Portland am Theater. Nach einem Umzug nach Los Angeles arbeitete Watkins weiter als Theaterschauspielerin und erhielt ebenfalls Rollen in verschiedenen Fernsehserien wie Charmed – Zauberhafte Hexen, Without a Trace – Spurlos verschwunden, Strong Medicine: Zwei Ärztinnen wie Feuer und Eis, Medium – Nichts bleibt verborgen, Grey’s Anatomy und Malcolm mittendrin. Neben den Auftritten in Fernsehserien, arbeitet sie immer wieder als Darstellerin in Kurz- oder Fernsehfilmen mit. Einem größeren Publikum wurde sie vor allem durch ihr Engagement bei Saturday Night Live bekannt, woraufhin weitere Rollen folgten. Im gleichen Zeitabschnitt stand sie für sieben Folgen der Sitcom The New Adventures of Old Christine vor der Kamera. Neben weiteren Gastauftritten in Serien spielte sie unter anderem in Plan B für die Liebe (2010) neben Jennifer Lopez und Alex O’Loughlin die Rolle der Mona. Im Jahr 2012 erhielt sie eine Rolle in der Komödie Wanderlust – Der Trip ihres Lebens von David Wain. Dabei verkörperte sie die verhasste Schwägerin von Paul Rudd und Jennifer Anistons Charakteren. Anschließend spielte sie neben Mark Ruffalo, Tim Robbins und Gwyneth Paltrow in der Filmkomödie Thanks for Sharing von Regisseur Stuart Blumberg mit. Im Filmjahr 2013 wirkte sie in den Filmen In a World… von und mit Lake Bell, iSteve mit Justin Long als Steve Jobs, Genug gesagt mit Julia Louis-Dreyfus und Afternoon Delight mit.

## Filmografie (Auswahl)
- 2001: Charmed – Zauberhafte Hexen (Charmed, Fernsehserie, Folge 3x16 Death Takes a Halliwell)
- 2003: Without a Trace – Spurlos verschwunden (Without a Trace, Fernsehserie, Folge 1x11 Maple Street)
- 2004: Strong Medicine: Zwei Ärztinnen wie Feuer und Eis (Strong Medicine, Fernsehserie, Folge 5x08 Bleeding Heart)
- 2006: Medium – Nichts bleibt verborgen (Medium, Fernsehserie, Folgen 2x15–2x16)
- 2006: Grey’s Anatomy (Fernsehserie, Folge 2x21 Superstition)
- 2006: Malcolm mittendrin (Malcolm in the Middle, Fernsehserie, Folge 7x17 Hal’s Dentist)
- 2007: Revenge (Fernsehfilm)
- 2007: The Killer’s Inside the House! (Kurzfilm)
- 2008: Men at Work (Kurzfilm)
- 2008: Yoga Matt (Kurzfilm)
- 2008: Californication (Fernsehserie, zwei Folgen)
- 2008–2009: Saturday Night Live (Fernsehserie, 15 Folgen)
- 2008–2009: The New Adventures of Old Christine (Fernsehserie, sieben Folgen)
- 2009: Eli Stone (Fernsehserie, Folge 2x10 Sonoma)
- 2010: Plan B für die Liebe (The Back-Up Plan)
- 2010: Welcome to the Jungle Gym (Kurzfilm)
- 2011: Una Hora Por Favora (Kurzfilm)
- 2011: Lass es, Larry! (Curb Your Enthusiasm, Fernsehserie, Folge 8x02 The Safe House)
- 2011: Hung – Um Längen besser (Hung, Fernsehserie, Folge 3x01 Don’t Give Up on Detroit or Hung Like a Horse)
- 2011: Private Practice (Private Practice, Fernsehserie, Folge 5x03 Deal with It)
- 2011: Home for Actresses (Kurzfilm)
- 2011–2013: Enlightened – Erleuchtung mit Hindernissen (Enlightened, Fernsehserie, neun Folgen)
- 2011–2015: New Girl (Fernsehserie, fünf Folgen)
- 2012: Wanderlust – Der Trip ihres Lebens (Wanderlust)
- 2012: Thanks for Sharing – Süchtig nach Sex (Thanks for Sharing)
- 2012: Modern Family (Fernsehserie, 4x02 Schooled)
- 2013: Love. Sex. Life. (Afternoon Delight)
- 2013: Anger Management (Fernsehserie, zwei Folgen)
- 2013: iSteve
- 2013: In a World…
- 2013: Genug gesagt (Enough Said)
- 2013–2014: Trophy Wife (Fernsehserie, 22 Folgen)
- 2014–2015: Transparent (Fernsehserie, vier Folgen)
- 2015: Wet Hot American Summer: First Day of Camp (Fernsehserie, sechs Folgen)
- 2015–2018: Casual (Fernsehserie, 44 Folgen)
- 2016: And Punching the Clown
- 2017: Der schrille Klang der Freiheit (The House of Tomorrow)
- 2017: Casino Undercover (The House)
- 2017: Easy (Fernsehserie, 2x05 Conjugality)
- 2017: How to Be a Latin Lover
- 2019: Brittany Runs a Marathon
- 2019: Wayne (Webserie, vier Folgen)[5]
- 2019: Good Boys
- seit 2019: The Unicorn (Fernsehserie)
- 2020: Out of Play: Der Weg zurück (The Way Back)
- 2021: Werewolves Within
- 2023: You Hurt My Feelings
- 2023: The Young Wife
- 2023: Paint
- 2023: Suze
- 2023: Tiny Beautiful Things (Miniserie)
- 2024: The American Society of Magical Negroes
- 2025: Heart Eyes – Der Pärchen-Killer (Heart Eyes)